# Heringia salax
Heringia salax är en tvåvingeart som först beskrevs av Friedrich Hermann Loew 1866.  Heringia salax ingår i släktet gallblomflugor, och familjen blomflugor. Inga underarter finns listade i Catalogue of Life.